# Franc-comtès
El franc-comtès (frainc-comtou, franc-comtois) és una llengua romànica pertanenyent a les llengües d'oïl parlada majoritàriament a França i a una petita zona de Suïssa. Es dona pràcticament per extinta a la totalitat del territori davant la pressió del francès.
A França era localitza als departaments de l'Alt Saona, del Territori de Belfort, del Doubs (nord) i una part del de Jura (la zona sud era francoprovençal). A Suïssa s'assenta al cantó del Jura.
És una llengua sense cap normativa generalment acceptada. A França, no es beneficia de cap legislació a nivell general i la ratificació de la Carta europea de les llengües regionals o minoritàries resta bloquejada.